# Klimatdiagram

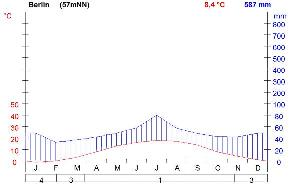
Klimatdiagram enligt Heinrich Walters uppställning. Här är använd data från Berlin. Staplarna anger mängden nederbörd och kurvan temperaturen. Båda är genomsnittliga värden per månad.

Ett klimatdiagram är en grafisk framställning av klimatet på en viss plats. Två uppsättningsdata används: dels den genomsnittliga temperaturen och dels nederbördsmängden. Bägge delar anger månad för månad.
I sig själva är dessa diagram inte så enastående, men de ger en bra överblick när man vill jämföra klimatet på olika platser på jordklotet. Det kan till exempel vara mycket nyttigt för trädgårdsodlare att kunna jämföra klimatet på sin egen hemort med ett antal växters ursprungliga habitat. Det finns många arter, och deras växtplats kan vara helt skild från den plats där den som använder diagrammet bor. I många fall kan man genast avgöra att arten inte kan växa där man skulle vilja plantera den. 